# 行贿基金
行贿基金（英語：Slush fund）是没有正确核算的资金或账户（例如作腐败或非法用途的资金，特别是政治领域）。行贿资金可能会被隐蔽，并将其与合法资金区隔开来。政府或公司官员可能动用行贿基金以谨慎地向知名人物支付报酬以换取优惠待遇、预先信息（例如金融交易中的非公开信息）和其他服务。资金本身可能不会保密，但资金来源、获得手段或用途或会被隐藏。使用行贿资金影响政府活动可能被视同颠覆民主进程。
在会计中，“行贿基金”一词指混合资金的总账账户，各种交易皆可经由该账户过账，借方和贷方相互抵消。 

## 案例
理查德·尼克松在1952年的“跳棋演讲”在消除涉竞选捐款相关行贿基金丑闻方面取得了一定的成功。多年后，尼克松在总统连任竞选期间动用行贿资金收买“白宫水管工”的沉默。

## 词源
slush fund原为航海术语：slush是煮咸肉时从大锅顶部撇去的脂肪或油脂。船舶官员会将脂肪卖给牛脂制造商，所得收益作为slush fund用于为船员购买小额商品。